# 山崎長徳
山崎 長徳（やまざき ながのり）は、戦国時代から江戸時代前期にかけての武将。

## 出自
山崎氏の出自については、松原信之の唱える「越前国に官吏として赴任した藤原氏の末裔」説や、山崎家伝承による「村上源氏赤松氏流の末裔」説など諸説がある。

## 生涯
天文21年（1552年）、誕生。当初は朝倉義景の家臣として仕えた。義景の宿老だった山崎吉家の縁戚に当たるともいわれ、父は吉家の弟・山崎吉延ともいわれるが、詳しいことはわかっていない。朝倉氏が織田信長によって滅ぼされると明智光秀に仕え、天正10年（1582年）の本能寺の変や山崎の戦いにも参加した。
光秀が山崎の戦いで死去すると、越前国の柴田勝家に仕え、天正11年（1583年）の賤ヶ岳の戦いでは勝家の家臣・佐久間安政の許で戦った。勝家が死去すると前田利家や前田利長に仕え、富山の役では鳥越峠をよく攻めたてたという。慶長5年（1600年）の関ヶ原の戦いでは加賀国大聖寺城の山口宗永、山口修弘親子を討ち取るという功績を挙げ、戦後に利長から1万4,000石の所領を与えられた。慶長19年（1614年）からの大坂の陣にも、冬・夏の両陣に参戦している。
なお、息子の長郷の妻は、前田利家息女・豪姫の娘で、前田利長養女となった女性（理松院（貞姫・佐保姫））であったという。
元和6年（1620年）、死去。享年69。槍術に優れていたといわれている。

## 子孫
幕末期に加賀藩家老山崎範古（やまざきのりひさ）を輩出した山崎宗家の加賀藩士山崎庄兵衛家を初め、その分家である大聖寺藩士山崎権丞家、さらには山崎権丞家から分知分家した山崎図書家、また、加賀藩士青山吉次・青山長正家などが現在まで続いている。